# 天瀬裕康
天瀬 裕康（あませ ひろやす、1931年11月 - ）は、日本の小説家、文芸・SF評論家。日本の著名な同人作家。
本名、渡辺晋（わたなべ すすむ）。

## 経歴・人物
広島県呉市に生まれる。旧制呉一中（現広島県立呉三津田高等学校）2年生のとき、学徒動員先の呉海軍工廠から自宅に戻って就寝中に被爆。
1961年3月、岡山大学大学院医学研究科内科学課程修了。医師。医学博士。本名でのSFファン活動も行い、SF同人誌「宇宙塵」では初期からの同人。また自身でも同人誌「イマジニア」を主宰している。「SFマガジン」にコラムを連載したこともある。1969年8月には「日本SFファンダム賞」受賞。
2004年5月、広島ペンクラブ副会長。現在、日本文藝家協会会員、日本ペンクラブ会員、『広島文藝派』同人、広島市民劇場会員、日本SF作家クラブ会員。『新青年』研究会会員。核戦争防止国際医師会議日本支部理事。ぎんのすず研究会・会員。
短歌、俳句へのSF導入の先駆といえる存在であり、短歌誌『あすなろ』同人、俳誌『第2次未定』同人。「短詩形SFの会」代表。
著作はほとんどが自費出版である。妻の渡辺玲子も著作家であり、夫婦での共著に渡辺啓助の評伝等がある。
2024年、SFファン活動への功績により柴野拓美章を受章した（宮本英雄（イマジニアンの会主催）、宮本律子と同時受賞）。

## 著作リスト
小説
- 停まれ悪夢の明日（近代文藝社、1988年）
- 誰が…と問うでなく（近代文藝社、1999年）
- 闇よ、名乗れ（近代文藝社、2010年）
- ロボットたち（近代文藝社、2013年）
- 異臭の六日間（渡辺玲子[4]との共著、近代文藝社、2016年）
- 疑いと惑いの年月（文芸社、2018年）

戯曲（レーゼドラマ）
- 昔の夢は今日も夢（近代文藝社、2013年）

評論
- 梶山季之の文学空間――ソウル、広島、ハワイ、そして人びと（溪水社、2009年）
- ジュノー記念祭 ヒロシマからのルポとエッセイ（溪水社、2010年）
- カラスなぜ啼く、なぜ集う 探偵作家クラブ渡辺啓助会長のSF的生涯（渡辺玲子との共著、文芸社、2014年）
- 悲しくてもユーモアを――文芸人・乾信一郎の自伝的な評伝（論創社、2015年）